# Preise, Jerusalem, den Herrn, BWV 119

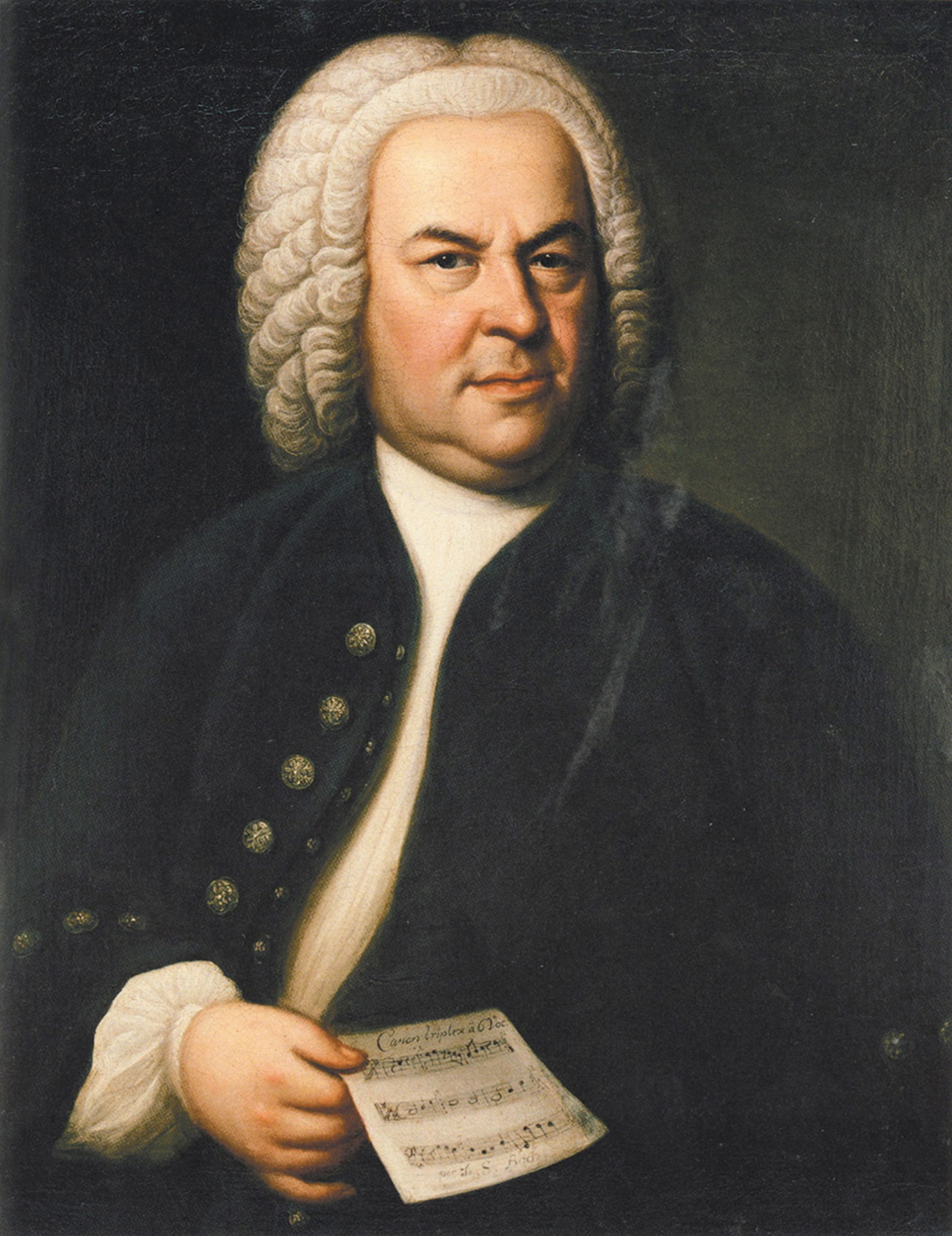
Johann Sebastian Bach, compositor de la cantata.

Preise, Jerusalem, den Herrn, BWV 119 (en español, Alabado sea el Señor, Jerusalén) es una cantata de iglesia compuesta por Johann Sebastian Bach en Leipzig para el Ratswechsel, la inauguración de un nuevo ayuntamiento, y la interpretó por primera vez el 30 de agosto de 1723.
Bach compuso la cantata en su primer año como Thomaskantor en Leipzig, unos tres meses después de asumir el cargo a finales de mayo de 1723. Un servicio festivo en la iglesia de San Nicolás (Nikolaikirche) era un evento anual que celebraba la inauguración de un nuevo ayuntamiento, siempre celebrado el lunes después de San Bartolomé (24 de agosto). El texto de un poeta anónimo incluye versos de salmos y un extracto del Te Deum alemán de Martín Lutero. Se centra en el reconocimiento de la autoridad como un regalo de Dios, el agradecimiento por las bendiciones pasadas y la oración por la ayuda futura.
La cantata se estructura en nueve movimientos, tres de ellos corales (1, 7 y 9), los demás alternando arias y recitativos. La orquesta es grande y representativa, con cuatro trompetas, timbales, dos flautas dulces y tres oboes, además de cuerdas y bajo continuo. Bach dirigió al Thomanerchor en la primera actuación.
En 2015, el Thomanerchor interpretó la cantata en el lugar de su estreno el 12 de junio, como inauguración del Bachfest y para conmemorar tanto el 1000 aniversario de la primera mención registrada de Leipzig como el 850 aniversario de la Nikolaikirche.

## Historia y texto

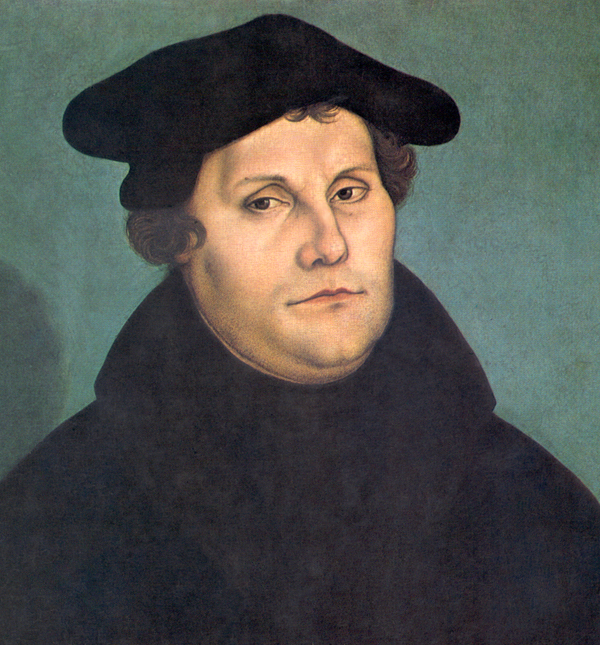
El texto de la cantata incorpora extractos del Te Deum alemán, Herr Gott, dich loben wir, de Martín Lutero.

Como Thomaskantor, Bach se desempeñó como director musical de Leipzig y tuvo que componer no sólo para la música en las cuatro iglesias principales, sino también para funciones públicas municipales. El Ratswechsel se celebró con un servicio religioso anual en la iglesia de San Nicolás el lunes después de San Bartolomé, el 24 de agosto. No fue una elección democrática, sino una «transferencia ceremonial del cargo» de los miembros del consejo que fueron nombrados. El servicio no era parte del año litúrgico con textos de cantata relacionados con la epístola bíblica prescrita ni las lecturas del evangelio. Para el servicio del Ratswechsel, Bach podía contar con la audiencia de todo el consejo (su empleador) y probablemente también de los funcionarios y representantes de la administración electoral de la región. El musicólogo Klaus Hofmann señala: «Fue una oportunidad para Bach de mostrar cómo la música sacra estaba floreciendo bajo su dirección y de presentarse como compositor».
La cantata fue la primera de Bach para la ocasión en Leipzig. Al principio de su carrera había escrito al menos una cantata para el servicio equivalente en Mühlhausen. Hay cinco cantatas supervivientes para el Ratswechsel en Leipzig y libretos de tres más, BWV Anh. 3, BWV Anh. 4 y BWV Anh. 193. Las otras cuatro cantatas existentes son Ihr Tore zu Zion, BWV 193, compuesta para la ocasión en 1727 pero parcialmente perdida; Wir danken dir, Gott, wir danken dir, BWV 29, compuesta para el evento en 1731; Gott, man lobet dich in der Stille, BWV 120, adaptada de cantatas anteriores para bodas y homenajes probablemente en 1742, y Lobe den Herrn, meine Seele, BWV 69, adaptada de Lobe den Herrn, meine Seele, BWV 69a, para el acontecimiento en 1748.
El texto lo escribió un libretista desconocido que incluía versos de salmos (de los Salmos 147, 85 y 126) y líneas del Te Deum alemán, Herr Gott, dich loben wir, de Martín Lutero. Para adaptarse al evento para la que fue escrita, todos estos se convirtieron en himnos de agradecimiento y alabanza a Dios por la prosperidad de Leipzig y le piden que proteja la ciudad en el futuro.
Bach dirigió la actuación del Thomanerchor el 30 de agosto de 1723.
La cantata se interpretó en el concierto inaugural del Bachfest de Leipzig el 12 de junio de 2015, en el que se conmemoraban los 1000 años desde la primera mención registrada de Leipzig y el 850 aniversario de la Nikolaikirche. Una frase del libreto fue el lema del festival para la ocasión: «¡So herrlich stehst du, liebe Stadt!» (¡Tan gloriosamente estás de pie, querida ciudad!). Ute Selbig, Britta Schwarz, Patrick Grahl, Jochen Kupfer, el Thomanerchor y Händelfestspielorchester Halle, dirigidos por Gotthold Schwarz, realizaron la interpretación en la Nikolaikirche. [11]

## Partitura y estructura
Bach estructuró la cantata en nueve movimientos con movimientos corales como marco (primero y último) y en el séptimo, alternando recitativos y arias. La compuso para cuatro solistas vocales (soprano (S), alto (A), tenor (T) y bajo (B)), un coro de cuatro voces y una orquesta de cuatro trompetas (Tr), timbales (Ti), dos flautas dulces (Fl), tres oboes (Ob), dos de ellos también tocando oboes da caccia (Oc), dos violines (VL), viola (Va) y bajo continuo (Bc).
En la siguiente tabla de movimientos, la partitura sigue la Neue Bach-Ausgabe. Las tonalidades y tiempos se han tomado del experto en Bach Alfred Dürr y se utiliza el símbolo  para el compás de tiempo común (4/4). Los instrumentos se muestran por separado para los vientos y las cuerdas, mientras que no se muestra el bajo continuo, ya que toca durante toda la obra.
| N.º | Título                                           | Texto            | Tipo       | Vocal | Vientos        | Cuerdas | Tonalidad | Tiempo            |
| --- | ------------------------------------------------ | ---------------- | ---------- | ----- | -------------- | ------- | --------- | ----------------- |
| 1   | Preise, Jerusalem, den Herrn                     | Salmo 147, 12-14 | Coro       | SATB  | 4Tr Ti 2Fl 3Ob | 2Vl Va  | do mayor  | 12 8              |
| 2   | Gesegnet Land, glückselge Stadt                  |                  | Recitativo | T     |                |         |           | cuatro por cuatro |
| 3   | Wohl dir, du Volk der Linden                     |                  | Aria       | T     | 2Oc            |         | sol mayor | cuatro por cuatro |
| 4   | So herrlich stehst du, liebe Stadt!              |                  | Recitativo | B     | 4Tr Ti 2Fl 2Oc |         |           | cuatro por cuatro |
| 5   | Die Obrigkeit ist Gottes Gabe                    |                  | Aria       | A     | 2Fl (unísono)  |         | sol menor | 6 8               |
| 6   | Nun! wir erkennen es und bringen dir             |                  | Recitativo | S     |                |         |           | cuatro por cuatro |
| 7   | Der Herr hat Guts an uns getan                   |                  | Coro       | SATB  | 4Tr Ti 2Fl 3Ob | 2Vl Va  | do mayor  | cuatro por cuatro |
| 8   | Zuletzt! Da du uns, Herr, zu deinem Volk gesetzt |                  | Recitativo | A     |                |         |           | cuatro por cuatro |
| 9   | Hilf deinem Volk, Herr Jesu Christ               | Lutero           | Coral      | SATB  | desconocido    | 2Vl Va  |           | cuatro por cuatro |

## Música

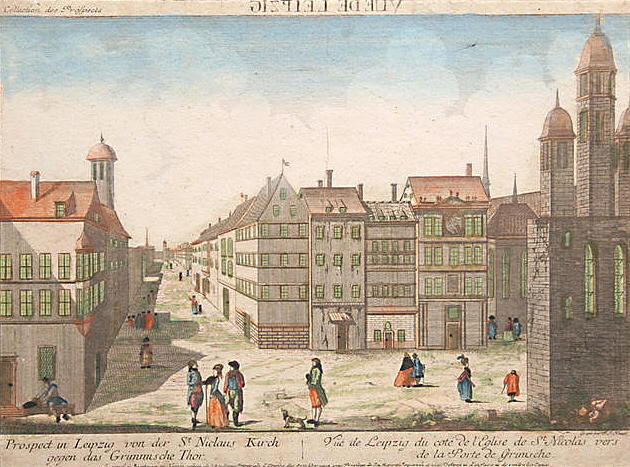
La cantata se estrenó en la iglesia de San Nicolás (Nikolaikirche) de Leipzig. Grabado del.

Incluso entre otras músicas festivas escritas por Bach, la partitura de esta obra para cuatro trompetas es inusual. Se caracteriza por un carácter muy solemne y los atributos de la música de homenaje cortesana, como el coro de apertura en forma de obertura francesa o interjecciones de trompeta a modo de fanfarria en el recitativo del bajo. Bach creó una obra que en términos musicales corresponde menos a la música sacra y más al tipo de música secular para una corte principesca, como se le había pedido durante su mandato en Köthen. Sólo en sus dos últimos movimientos, Bach volvió a utilizar formas simples para enfatizar el carácter de la obra de una cantata de iglesia, lo que implica que los poderes terrenales no duran, pero Dios, el gobernante supremo, tiene derecho a tener la última palabra.

### «Preise, Jerusalem, den Herrn»
La cantata se abre con una obertura francesa, inusual al presentar el coro en la sección media más rápida. En la época de Luis XIV se interpretó una obertura en este estilo cuando el rey y su séquito entraron en una actuación. La música de Bach expresa un respeto similar por la autoridad de los ayuntamientos. La apertura lenta mayoritariamente homofónica tiene los típicos ritmos con puntillo y muestra un notable concierto de trompetas frente al resto de la orquesta. El coro aparece sólo en la sección central, en la que proclama versos del Salmo 147, «Preise, Jerusalem, den Herrn» (Alabado sea el Señor, Jerusalén). Utiliza tanto técnicas fugales como entradas emparejadas. La coda es una recapitulación de la primera sección. El análisis de las correcciones muestra que Bach probablemente usó una pieza instrumental compuesta anteriormente y que la característica subida en la primera palabra «Preise» se agregó más tarde. El texto del Salmo 147, 12-14a se dirige a Jerusalén, pero la congregación de Leipzig lo entendió como su ciudad.

### «Gesegnet Land, glückselge Stadt»
Un recitativo secco introduce el tema «Gesegnet Land, glückselge Stadt» (Tierra bendita, ciudad dichosa): una ciudad es bendecida si Dios reina en ella.

### «Wohl dir, du Volk der Linden»
Los oboes da caccia presentan un ritornello de ritmo con puntillo para introducir el aria tenor. La entrada vocal está antes de la cadencia del ritornello, «Wohl dir, du Volk der Linden» (Bien por ti, gente de los tilos), una referencia a Leipzig a la que a veces se llama Lindenstadt.

### «So herrlich stehst du, liebe Stadt»
El recitativo de bajo, «So herrlich stehst du, liebe Stadt!» (¡Estás tan maravillosamente, querida ciudad!), se presenta y concluye con una línea de timbales y trompeta similar a una fanfarria, más instrumentos de viento, flautas dulces y los oboes da caccia añaden color a la sección central, en un movimiento inusual para la congregación de Leipzig.

### «Die Obrigkeit ist Gottes Gabe»
El aria de alto, «Die Obrigkeit ist Gottes Gabe» (El gobierno es un regalo de Dios), se acompaña de dos flautas dulces obbligato al unísono. Es el único movimiento en modo menor de la cantata. El obbligato presenta notas altas repetidas a partir de la mitad del tema ritornello, que se repite como episodios y al final del movimiento. El movimiento es, en efecto, una sonata a trío.

### «Nun! wir erkennen es und bringen dir»
Un recitativo de soprano, «Nun! Wir ekennen es und bringen dir» (¡Ahora! Lo reconocemos y te lo traemos), expresa agradecimiento por el regalo de Dios y el reconocimiento de la carga sobre las personas que sirven en el ayuntamiento, aquellos que lo hicieron en el último año y los que lo logran.

### «Der Herr hat Guts an uns getan»
El movimiento coral «Der Herr hat Guts an uns getan» (El Señor ha hecho cosas buenas por nosotros) está estructurado como un aria da capo, con una fuga en la apertura y repetición, mientras que la contrastante sección central es principalmente homofónica. Un tema de ritornello largo presenta una melodía de trompeta «imperiosa», que se toca cuatro veces durante el movimiento. Las voces luego entran de la más grave a la más alta, con la sección fugal basada en la primera frase de Nun danket alle Gott. Los instrumentos adicionales conducen a un clímax. En la sección central se reproducen motivos del ritornello «encima y entre» las voces. Un motivo de fanfarria aparece también en el primer Concierto de Brandeburgo de Bach y luego se usaría en el aria de bajo «Großer Herr und Starker König» en el Oratorio de Navidad. El experto en Bach Klaus Hofmann asume, reflejando su carácter secular como señal de caza y fanfarria, que el movimiento se deriva de una cantata de homenaje anterior.

### «Zuletzt! Da du uns, Herr, zu deinem Volk gesetzt»
Un recitativo muy corto para alto, «Zuletzt! Da du uns, Herr, zu deinem Volk gesetzt» (¡Finalmente! Desde que nos hiciste, Señor, Tu pueblo), es armónicamente «aventurero».

### «Hilf deinem Volk, Herr Jesu Christ»
La cantata termina con la novena estancia del Te Deum alemán de Martín Lutero, «Hilf deinem Volk, Herr Jesu Christ» (Ayuda a Tu pueblo, Señor Jesucristo), una oración que pide más ayuda y protección. Es una configuración de cuatro partes «con los toques más sutiles de extravagancia» en una coral. No se han conservado partes individuales de la cantata y la partitura proporciona sólo la configuración de cuatro partes sin mencionar qué instrumentos tocarían con qué voz. Hofmann imagina que podría haber habido partes adicionales para trompetas y timbales para un final que coincidiera con la apertura de la cantata.